# فيونا كاسل
فيونا كاسل (بالإنجليزية: Fiona Dickson)‏ هي راقصة بريطانية، ولدت في 1940 في Wirral Peninsula ‏ في المملكة المتحدة.